# 65537-gono

Em geometria, um 65537-gono é um polígono com 65537 lados. A soma dos ângulos interiores de qualquer 65537-gono não auto-intersectante é 23592600°.

## 65537-gono regular
A área de um 65537-gono regular é (com t = comprimento do bordo)
{\displaystyle A={\frac {65537}{4}}t^{2}\cot {\frac {\pi }{65537}}}
Um 65537-gono regular completo não é visualmente discernível de um círculo, e seu perímetro difere daquele do círculo circunscrito cerca de 15 partes por bilhão.